# Brockworth
Brockworth ist eine englische Kleinstadt in der Grafschaft Gloucestershire.

## Lage
Brockworth liegt in der englischen Grafschaft Gloucestershire, wenige Kilometer östlich von Gloucester. Zwischen den beiden Orten verläuft die Autobahn M5, im Norden verläuft die A417. Hier sollen die beiden Abschnitte, die zweispurig ausgebaut sind, zukünftig miteinander verbunden werden. Im Süden erhebt sich der Cooper’s Hill. Die A46 führt östlich an Brockworth vorbei.

## Käserennen
Das traditionelle Käserennen ist eine viertägige Veranstaltung am Cooper’s Hill bei Brockworth. Dabei rennen die Teilnehmer in vier Runden einem Laib Gloucester-Käse hinterher, der den Hügel Cooper’s Hill herunterrollt.

## Bevölkerungsentwicklung
Im Jahr 1831 hatte die Kleinstadt 386 Einwohner. Im Jahr 1848 hatte sie 408 Einwohner, 1851 425.

## Sehenswürdigkeiten
- St. George’s Church, Kirche aus dem 14. Jahrhundert[7]